# 904
904 (CMIV) fue un año bisiesto comenzado en domingo del calendario juliano, en vigor en aquella fecha.

## Acontecimientos
- Sergio III sucede a León V como papa.
- León de Trípoli saquea Tesalónica, segunda ciudad más importante del Imperio Bizantino.